# Staffan Röriksson (Staffanssönernas ätt)
Staffan Röriksson kallas också i litteraturen för Stefan Röriksson (två sparrar), nämnd 1308–1344 (död tidigast 1337), var en svensk riddare, riksråd och lagman, som förde två sparrar i vapnet och tillhörde en ätt som idag kallas Staffanssönernas ätt.
Vapen: Blasonering: Genom mantelsnitt tre gånger delad, tinkturer obekanta men fält 1 och 3 var i metall.

## Biografi
Han nämns med sin första hustru Kristina Knutsdotter (Bjälboättens oäkta gren) och hennes bror Greger Knutsson (Bjälboättens oäkta gren), samt med Sigmund Keldorsson (tre klöverblad) 1312:
| ”               | Stefan Röriksson och hans hustru Kristina Knutsdotter ger sitt benägna bifall till att Sigmund Keldorsson och hans arvingar innehar 6 öresland i byn Bärby på ön Fogdö, vilka Sigmund köpt av Greger Knutsson. | „ |
| – SDHK-nr: 2512 | |   |

Han dubbades till riddare något av åren 1314–1316  och var lagman i Södermanlands lagsaga 1315–1317. Han efterträddes som lagman i Sörmland senast 1319 av Lars Ulfsson (Ama), och är omskriven om riksråd 1314–1328.
Gift 1) med Kristina Knutsdotter (Bjälboättens oäkta gren), dotter till Knut Gregersson (Bjälboättens oäkta gren).
29.3 1327 omgift 2) med Helena Turesdotter, dotter till Ture Kettilsson (Bielke).
Barn: (okänt vilken av de två ovan anförda kvinnorna)
- NN Stefansdotter, (var död 1349 [10]), gift med Ulf Filipsson (Ulvätten).[8]